# Baishi
Le baishi (trad : 拜師; simpl : 拜师; pinyin : bàishī; cantonais : baaisi¹) est le don et la cérémonie traditionnelle d'acceptation d'un nouveau disciple par un maître (sifu), dans les arts martiaux chinois.
Le rituel de cette cérémonie traditionnelle symbolise l'obéissance et l'acceptation de l'élève dans sa nouvelle « famille » (lignée martiale du maître). Le déroulement de la cérémonie est variable selon les traditions, les régions et les styles. Souvent, le disciple se prosterne devant le maître, lui offre un présent (don monétaire dans une enveloppe), puis partage le thé avec le maître. La cérémonie a lieu devant témoins et fait l'objet, depuis la période Républicaine, d'une publication dans la presse.